# Marek Marciniak (piłkarz ręczny)
Marek Marciniak (ur. 21 września 1995) – polski piłkarz ręczny, prawoskrzydłowy, od 2018 zawodnik Zagłębia Lubin.
Jako junior trenował w Spójni Gdynia i Wybrzeżu Gdańsk. W latach 2014–2017 był zawodnikiem GKS-u Żukowo, w którego barwach przez dwa sezony występował w II lidze (gr. 2), a przez rok w I lidze. W sezonie 2016/2017 rozegrał w I lidze 25 meczów i zdobył 85 goli (drugi wynik w zespole).
W 2017 powrócił do Wybrzeża Gdańsk. W Superlidze zadebiutował dopiero w lutym 2018, a pierwszą bramkę rzucił w marcu 2019. Spowodowane to było operacją stopy, po której długo wracał do pełnej sprawności. Sezon 2017/2018 zakończył z dziewięcioma występami i 15 golami na koncie. W 2018 przeszedł do Zagłębia Lubin. W sezonie 2018/2019 rozegrał 19 meczów, w których rzucił 53 bramki, a ponadto został wybrany do najlepszej siódemki 2. serii spotkań.
W październiku 2018 trener Patryk Rombel powołał go po raz pierwszy do reprezentacji Polski B. Zadebiutował w niej w tym samym miesiącu w meczu z Czechami B (35:24), w którym rzucił jedną bramkę.

## Statystyki
| GKS Żukowo                      | 2014/2015 | II liga   | 24 | 85  | 3,5 |
| GKS Żukowo                      | 2015/2016 | II liga   | 25 | 126 | 5   |
| GKS Żukowo                      | 2016/2017 | I liga    | 25 | 85  | 3,4 |
| GKS Żukowo                      | Razem     | Razem     | 74 | 296 | 4   |
| Wybrzeże Gdańsk                 | 2017/2018 | Superliga | 9  | 15  | 1,7 |
|                                 |           |           |    |     |     |
| Zagłębie Lubin                  | 2018/2019 | Superliga | 19 | 53  | 2,8 |
| Stan na koniec sezonu 2018/2019 |           |           |    |     |     |